# Церковь объединения Ирландии
Церковь объединения Ирландии (англ. Unification Church in Ireland, известная под нынешним названием как «Федерация семей за всемирный мир и объединение», FFWPU) — ирландское отделение международного нового религиозного движения, основанного Мун Сон Мёном в 1954 году в Южной Корее. Члены организации следуют учению «Божественного принципа».

## Вероучение
Основным вероучительным трудом церкви является «Божественный принцип», согласно которому, Бог несёт в себе все характеристики вселенной, в которую он полностью спроецировал себя, создав её. Таким образом, Бог имеет не только внутреннюю природу (сердце, воля, разум, эмоции) и внешнюю форму (энергию), но также две природы Ян и Инь. Доктрина Церкви объединения в синкретична и включает в себя комбинацию элементов христианства и восточных религий. Церковь проповедует идею восстановления идеала «Божьей семьи» посредством соблюдения целомудрия до брака, духовного самосовершенствования и дальнейшей верности в браке. 

## История
Первые миссионеры прибыли в Северную Ирландию в 1968 году, но активная деятельность началась в 1970-х. В 1971 году в Дублине появились первые обращённые, включая Гертруду Бауэр и Джона Тухи. К 1975 году численность достигла 40 членов. В 1977 году ирландский священник Шон Бирн присоединился к движению, став участником «Благословения 35 пар» в США.   
В 1981 году правительство Ирландии лишило организацию благотворительного статуса. Он был восстановлен в 1995 году.   
В 1990-х стратегия развития церкви сместилась в сторону межрелигиозного диалога. Были установлены связи с мусульманской, сикхской и индуистской общинами. Осуществлялось сотрудничество с Исламским культурным центром в Клонски.  
4 ноября 2005 года Мун Сон Мён посетил Ирландию, выступив в отеле «Грешам» с 4-часовой речью.  

### Социальные проекты
- Летний лагерь молодёжи за мир (1999, Белфаст).
- Программа «Свободные подростки» по профилактике рискованного поведения (1992—1993)[18].